# شارتسه
شارتسه (به صربی: Šarce) یک منطقهٔ مسکونی در صربستان است که در لبانه واقع شده‌است. شارتسه ۸۸ نفر جمعیت دارد.